# Ariana a Modrovous
Ariana a Modrovous (francouzsky: Ariane et Barbe-Bleue) je opera o třech dějstvích Paula Dukase z roku 1907. Text pochází ze stejnojmenného dramatu Maurice Maeterlincka, s drobnými skladatelskými změnami. Premiéra proběhla 10. května 1907 v Komické opeře v Paříži.
Pohádka o Modrovousovi ze sbírky Charlese Perraulta byla zhudebněna vícekrát, mimo jiné André Ernestem Modestem Grétrym (1789), Jacquesem Offenbachem (1866) a Bélou Bartókem (1918). Na rozdíl od Bartókovy opery se Dukas nezaměřuje na konflikt mezi Modrovousem a jeho manželkou, ale spíše na emancipaci Ariany jako ženy.

## Postavy
- Ariana (mezzosoprán)
- Modrovous (bas)
- Chůva (alt)
- Sélysette (mezzosoprán)
- Ygraine (soprán)
- Mélisanda (soprán)
- Bellangère (soprán)
- Alladine (němá role)
- Starý rolník (bas)
- Druhý rolník (tenor)
- Třetí rolník (bas)
- rolníci a lid (sbor)

## Místo a doba
Modrovousův zámek, pohádková doba

## Nahrávky
- 1984 Katherine Ciesinski, Gabriel Bacquier, Mariana Paunova, Hanna Schaer, Anne-Marie Blanzat, Nouvel orchestre philharmonique, dirigent Armin Jordan, LP Erato NUM 75070
- 2011 Marilyn Schmiege, Roderick Kennedy, Jocelyn Taillon, Mitsuko Shirai, Cynthia Buchan, Francine Laurent, Kölner Rundfunk-Sinfonie-Orchester, dirigent Gary Bertini, Capriccio C7112